# Prêmio IEEE Donald O. Pederson de Circuitos de Estado Sólido
O Prêmio IEEE Donald O. Pederson de Circuitos de Estado Sólido (em inglês:  IEEE Donald O. Pederson Award in Solid-State Circuits) é um prêmio concedido pelo Instituto de Engenheiros Eletricistas e Eletrônicos. Foi inicialmente denominado IEEE Solid-State Circuits Award. Em novembro de 2005 foi renomeado em memória de Donald O. Pederson, um dos co-fundadores do IEEE Solid-State Circuits Council, que foi uma força alavancadora por trás do início do IEEE Journal of Solid-State Circuits.
Os recipientes do prêmio recebem uma medalha de bronze, um certificado e uma quantia em dinheiro.

## Recipientes
Recipientes do IEEE Solid-State Circuits Award:
- 1989: James Meindl
- 1990: Toshiaki Masuhara
- 1991: Frank Wanlass
- 1992: Barrie Gilbert
- 1993: Kiyoo Itoh
- 1994: Paul R. Gray
- 1995: Lewis M. Terman
- 1996: Rudy J. van de Plassche
- 1997: Robert W. Brodersen
- 1998: Nicky C. Lu
- 1999: Kensall D. Wise
- 2000: Robert H. Krambeck
- 2000: Hung-Fai (Stephen) Law
- 2001: Não houve premiação
- 2002: Chenming Hu
- 2002: Ping-Keung Ko
- 2003: Daniel W. Dobberpuhl
- 2004: Eric A. Vittoz
- 2005: Bruce A. Wooley

Recipientes do IEEE Donald O. Pederson Award in Solid-State Circuits:
- 2006: Mark Horowitz
- 2007: Hugo De Man
- 2008: Asad Abidi
- 2009: Teresa H. Meng
- 2010: Takayasu Sakurai
- 2011: Willy Sansen
- 2012: Behzad Razavi
- 2013: Anantha P. Chandrakasan
- 2014: Robert G. Meyer
- 2015: Robert Whitlock Adams
- 2016: Miles A. Copeland